# Verneil-le-Chétif

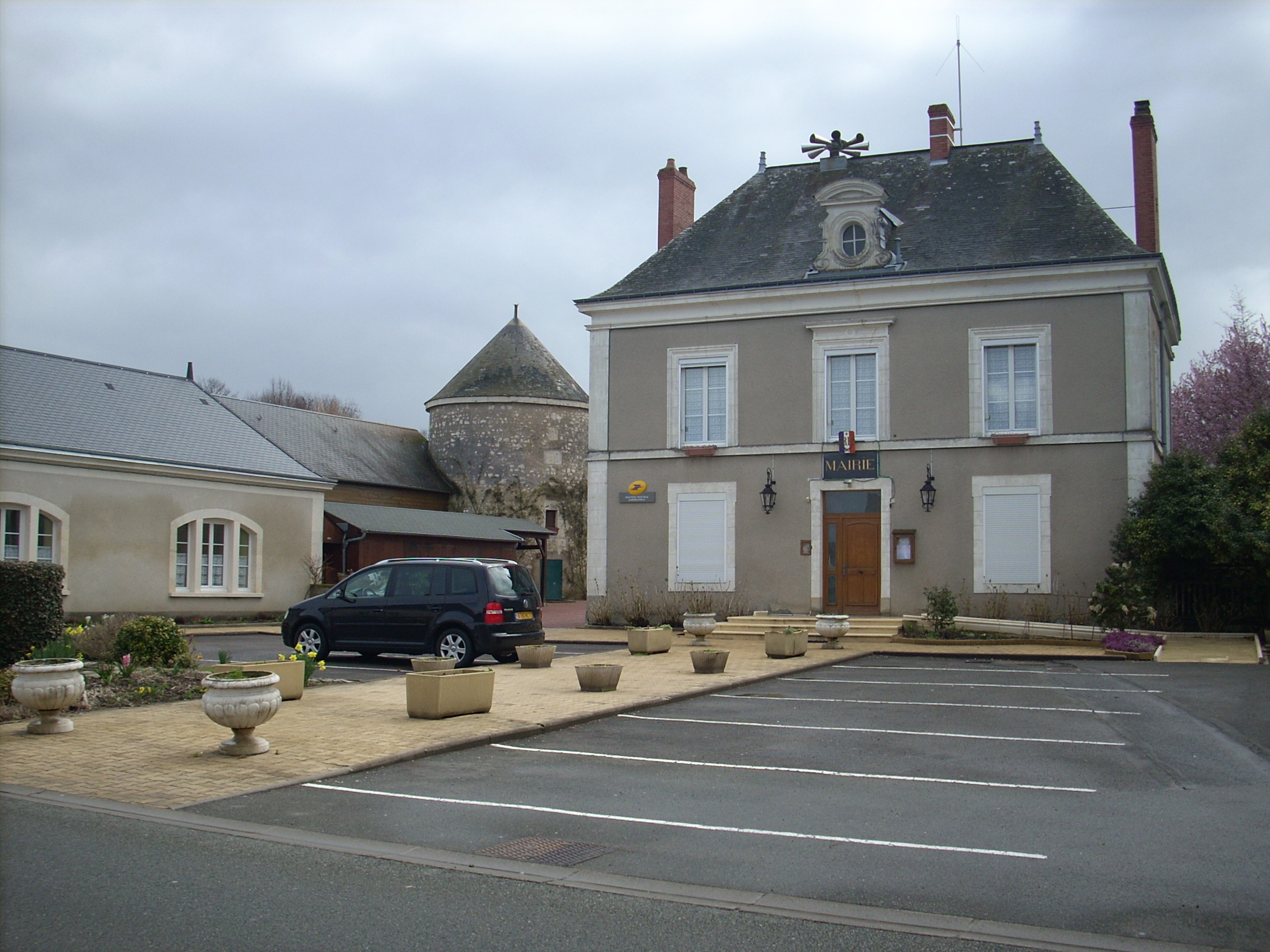
Gemeentehuis

Verneil-le-Chétif is een gemeente in het Franse departement Sarthe (regio Pays de la Loire) en telt 660 inwoners (2005). De plaats maakt deel uit van het arrondissement La Flèche.

## Geografie
De oppervlakte van Verneil-le-Chétif bedraagt 15,0 km², de bevolkingsdichtheid is 44,0 inwoners per km².
De onderstaande kaart toont de ligging van Verneil-le-Chétif met de belangrijkste infrastructuur en aangrenzende gemeenten.

## Demografie
Onderstaande figuur toont het verloop van het inwonertal (bron: INSEE-tellingen).